# TOHOSHINKI 20th Anniversary LIVE TOUR ~ZONE~
《TOHOSHINKI 20th Anniversary LIVE TOUR ~ZONE~》은 그룹 동방신기의 일본 데뷔 20주년을 기념하는 13번째 일본 전국 콘서트 투어이다.

## 개요
동방신기가 일본 데뷔 만 19주년을 맞이한 2024년 4월 27일, 일본 공식 사이트는 일본 8개 도시 총 19회로 확정된 일본 아레나 투어 일정을 공개하였으며, 이와 동시에 에이벡스 공식 유튜브를 통해 동방신기 멤버들의 19주년 기념 축사 겸 티저 영상이 공개되었다.
뒤이어 6월 5일에는 비기스트 팬클럽 가입자들을 대상으로 슈퍼 프리미엄 시트 선행 예매가 8월 9일에는 로손 선행 예매가 진행되었으며, 7월 19일 20주년 기념 앨범 발표일과 동시에 투어명이 이와 같이 결정, 9월 28일에는 일반 예매가 개시되었다.
일반 예매를 통해 19회에 걸친 아레나 투어 일정이 전석 매진되는 팬덤 내 호응에 힘입어 기재석을 추가 개방하여 수용 관객을 확장하였으며 뒤이어 동방신기는 투어 첫날인 2024년 11월 29일, 일본 데뷔 만 20주년에 발맞춘 3일간의 도쿄 돔 추가 공연 개최를 선언함에 이른다.
동방신기는 22회에 걸친 투어를 통해 총 35만명의 누적 관객을 기록함은 물론 2009년부터 도쿄 돔 총 33회 공연과 92회에 걸친 돔 투어 기록을 통해 해외 아티스트 사상 최대 기록을 세웠다.

## 투어 일정
| 일정             | 도시     | 장소                       | 관객 동원      |
| ---------------- | -------- | -------------------------- | -------------- |
| 2024년 11월 29일 | 기옥     | 사이타마 슈퍼 아레나       | 통산 45,000명  |
| 2024년 11월 30일 | 기옥     | 사이타마 슈퍼 아레나       | 통산 45,000명  |
| 2024년 12월 1일  | 기옥     | 사이타마 슈퍼 아레나       | 통산 45,000명  |
| 2024년 12월 7일  | 나고야시 | 포트 멧세 나고야 제1전시관 | 통산 20,000명  |
| 2024년 12월 8일  | 나고야시 | 포트 멧세 나고야 제1전시관 | 통산 20,000명  |
| 2024년 12월 14일 | 광도     | 그린 아레나                | 통산 20,000명  |
| 2024년 12월 15일 | 광도     | 그린 아레나                | 통산 20,000명  |
| 2024년 12월 24일 | 대판     | 오사카 성 홀               | 통산 52,000명  |
| 2024년 12월 25일 | 대판     | 오사카 성 홀               | 통산 52,000명  |
| 2025년 1월 28일  | 대판     | 오사카 성 홀               | 통산 52,000명  |
| 2025년 1월 29일  | 대판     | 오사카 성 홀               | 통산 52,000명  |
| 2025년 2월 8일   | 후쿠이   | 후쿠이 선 돔               | 통산 14,000명  |
| 2025년 2월 9일   | 후쿠이   | 후쿠이 선 돔               | 통산 14,000명  |
| 2025년 2월 15일  | 미야기   | 세키스이 하임 슈퍼 아레나  | 통산 14,000명  |
| 2025년 2월 16일  | 미야기   | 세키스이 하임 슈퍼 아레나  | 통산 14,000명  |
| 2025년 2월 22일  | 복강     | 마린 멧세 후쿠오카 A관     | 통산 22,000명  |
| 2025년 2월 23일  | 복강     | 마린 멧세 후쿠오카 A관     | 통산 22,000명  |
| 2025년 3월 5일   | 횡빈     | 요코하마 아레나            | 통산 30,000명  |
| 2025년 3월 6일   | 횡빈     | 요코하마 아레나            | 통산 30,000명  |
| 2025년 4월 25일  | 동경     | 도쿄 돔                    | 통산 135,000명 |
| 2025년 4월 26일  | 동경     | 도쿄 돔                    | 통산 135,000명 |
| 2025년 4월 27일  | 동경     | 도쿄 돔                    | 통산 135,000명 |

## 세트 리스트
- Opening VCR -
- T.R.H.M
- ANDROID
- IT'S TRUE IT'S HERE (Mid-Term Ment)
- FRESH
- DIRT

- VCR #2 -
- SURI SURI (Spellbound)
- SWEET SURRENDER
- Down (JP)
- Before U Go

- VCR #3 -
- DEAREST
- Forever Love_ZONE Version

- Ment -
- Stand by U_ZONE Version
- LIVE YOUR LIFE
- Easy Mind
- ARK

- Dancer Introduction-
- ON MY RADAR
- PARTY LIKE MADONNA
- DAMN GOOD (With Band Introduction)
- Why? (Keep Your Head Down)
- Love In The Ice

- VCR #4 -
- Catch Me -If you wanna-

- Encore VCR -
- 呪文-MIROTIC-

- Ment -
- Share The World
- SHINE
- This Is My Love
- うまく言えずにごめんね (제대로 전하지 못해 미안해)

- Ending -

- Opening VCR -
- T.R.H.M
- Humanoids
- IT'S TRUE IT'S HERE (Mid-Term Ment)
- Cheering
- Purple Line

- VCR #2 -
- SURI SURI (Spellbound)
- SWEET SURRENDER
- Truth (JP)
- Something

- VCR #3 -
- シアワセ色の花 (희망색의 꽃)
- Forever Love_ZONE Version

- Ment -
- Duet
- LIVE YOUR LIFE
- I Just Can't Quit Myself
- Easy Mind
- ARK

- Dancer Introduction-
- ON MY RADAR
- PARTY LIKE MADONNA
- DAMN GOOD (With Band Introduction)
- Why? (Keep Your Head Down)
- Love In The Ice

- VCR #4 -
- Catch Me -If you wanna-

- Encore VCR -
- 呪文-MIROTIC-

- Ment -
- ウィーアー！ (We Are!)
- This Is My Love
- Somebody To Love
- うまく言えずにごめんね (제대로 전하지 못해 미안해)

- Double Encore VCR -
- HUG (JP)25일 / サクラミチ (벚꽃길)26일 / Begin ~Again Version~27일

- Ending -

## 특이사항 및 에피소드
- 사이타마에서의 첫 공연을 위해 김포국제공항에서 출국을 준비하던 중 폭설로 인해 비행기가 10시간 이상 지연되면서 우려를 사기도 했다.[9]
- 나고야 공연을 시작으로 각 지역에 걸쳐 앙코르 멘트 중의 앨범 수록곡을 소개하는 시간을 갖기도 했다.

| 일정      | 수록곡                        |
| --------- | ----------------------------- |
| 12월 7일  | INTRODUCTION -ETERNAL ECHOES- |
| 12월 8일  | T.R.H.M                       |
| 12월 14일 | ON MY RADAR                   |
| 12월 15일 | PARTY LIKE MADONNA            |
| 12월 24일 | SWEET SURRENDER               |
| 12월 25일 | PARFUM                        |
| 1월 28일  | FRESH                         |
| 1월 29일  | うまく言えずにごめんね        |
| 2월 8일   | LIVE YOUR LIFE                |
| 2월 9일   | IT'S TRUE IT'S HERE           |
| 2월 15일  | DAMN GOOD                     |
| 2월 16일  | ARK                           |
| 2월 22일  | DEAREST                       |

- 오사카 3일 차인 1월 28일부터 후쿠오카 2일 차인 2월 23일까지 도쿄 돔 추가공연에서의 세트리스트 추가곡에 대한 리퀘스트를 진행하였다.

- 이후 도쿄 돔 세트리스트에 추가된 곡은 볼드 처리.

| 일정     | 곡                                        | 수록 앨범              |
| -------- | ----------------------------------------- | ---------------------- |
| 1월 28일 | Telephone                                 | TONE                   |
| 1월 28일 | Back To Tomorrow                          | TONE                   |
| 1월 29일 | Humanoids                                 | TIME                   |
| 1월 29일 | Trigger                                   | TOMORROW               |
| 2월 8일  | 千年恋歌                                  | Beautiful You/천년연가 |
| 2월 8일  | HUG (Japanese Ver.)25일                   | Heart, Mind And Soul   |
| 2월 9일  | Y3K                                       | TIME                   |
| 2월 9일  | Trigger                                   | TOMORROW               |
| 2월 15일 | Y3K                                       | TIME                   |
| 2월 15일 | どうして君を好きになってしまったんだろう? |                        |
| 2월 16일 | Nobody Knows                              | The Secret Code        |
| 2월 16일 | Song For You                              | SUMMER                 |
| 2월 16일 | TAXI                                      | The Secret Code        |
| 2월 22일 | 甘く果てしなく                            | BEST SELECTION 2010    |
| 2월 22일 | 大好きだった                              | Jealous                |
| 2월 23일 | Guilty                                    | XV                     |
| 2월 23일 | Purple Line                               |                        |

- 후쿠이 1일 차인 2월 8일에는 유노윤호의 40번째, 미야기 2일 차인 2월 16일에는 최강창민의 38번째 생일 파티를 앙코르 멘트 중에 열었다.
- WOWOW 프라임 채널 생중계일인 2025년 4월 27일, 투어 진행 중의 동방신기의 멘트 도중 WOWOW의 언급 횟수를 맞추는 퀴즈 이벤트를 진행하기도 했다.

## 제작
- 동방신기 (유노윤호, 최강창민)
- 기획·제작 : 스트림 미디어 코퍼레이션, 에이벡스 라이브 크리에이티드
- 협찬 : LAWSON, Segreta, 포켓카드, WOWOW
- 총감독 : SAM